# Verve Records
Verve Records est un label discographique américain de jazz, basé à New York, dans l'État de New York. Il a collaboré avec des groupes et artistes comme Jon Batiste, Diana Krall, Ella Fitzgerald, Nina Simone, Stan Getz, Bill Evans, Billie Holiday, et Oscar Peterson, entre autres, ainsi qu'un mélange varié d'autres enregistrements qui ne relèvent pas du jazz, y compris des albums d'artistes disparates tels que The Velvet Underground, Kurt Vile, Arooj Aftab, Frank Zappa and the Mothers of Invention et beaucoup d'autres. Il a absorbé les catalogues du précédent label de Granz, Clef Records, fondé en 1946, de Norgran Records, fondé en 1953, ainsi que le matériel qui était auparavant sous licence de Mercury Records.
Verve Records fait aujourd'hui parti du Verve Label Group (VLG), une filiale d'Universal Music Group. 

## Histoire
Norman Granz crée Verve pour produire de nouveaux enregistrements d'Ella Fitzgerald, dont il est le manager ; le premier album publié par le label est Ella Fitzgerald Sings the Cole Porter Song Book. Le catalogue s'étoffe tout au long des années 1950 et 1960 et comprend Charlie Parker, Bill Evans, Stan Getz, Billie Holiday, Oscar Peterson, Ben Webster et Lester Young.
En 1960, Milton Rudin, l'avocat de Granz, représentait Frank Sinatra et savait que Sinatra voulait son propre label. Sinatra et Granz concluent un accord à l'amiable, mais les négociations échouent sur le prix et sur le souhait de Sinatra que Granz reste à la tête du label. Granz vendit Verve à MGM en 1960. Sinatra crée Reprise Records et engage Mo Ostin, un cadre de Verve, pour le diriger. Chez Verve, Creed Taylor est nommé producteur en chef. Taylor adopte une approche plus commerciale et met fin à plusieurs contrats. Il introduit la bossa nova aux États-Unis avec la sortie de Jazz Samba de Stan Getz et Charlie Byrd, Getz/Gilberto, et Rain Forest de Walter Wanderley. Parmi les arrangeurs de Verve figurent Claus Ogerman et Oliver Nelson. Selon Ogerman dans un article publié par Jazzletter, il a arrangé 60 à 70 albums pour Verve entre 1963 et 1967.
En 1964, Taylor supervise la création d'une filiale spécialisée dans la musique folk, Verve Folkways, qui est ensuite rebaptisée Verve Forecast. Taylor quitte Verve en 1967 pour fonder CTI Records. Outre le jazz, le catalogue de Verve comprend les Righteous Brothers, le Velvet Underground, Frank Zappa and the Mothers of Invention, Rare Earth et le Blues Project, ainsi qu'une série de disques intitulée Sound Impressions of an American on Tour (Impressions sonores d'un Américain en tournée), produite en coopération avec le magazine Esquire.
Les relations entre Verve et les autres labels de MGM à la fin des années 1960 sont illustrées par la série radiophonique promotionnelle Music Factory destinée aux stations universitaires et animée par Tom Wilson (producteur de disques), responsable de l'A&R, avec des invités de divers labels de MGM : Janis Ian, Dave Van Ronk, Richie Havens, les Cowsills, Lovin' Spoonful et bien d'autres. Pendant ce temps, les conversations et les publicités de l'émission présentaient tout, de Nico et du Velvet Underground (produit par Wilson) aux groupes du Bosstown Sound (Beacon Street Union, Ultimate Spinach et Orpheus), en passant par les vinyles de bandes sonores de films de MGM, comme Autant en emporte le vent.

## Verve Label Group
Le Verve Label Group est la division américaine de musique contemporaine, classique et jazz d'Universal Music Group aux États-Unis. Les labels du groupe comprennent les labels Verve, Impulse et Universal Music Classics. Les labels Verve sont Verve Records et Verve Forecast. Universal Music Classics comprend le label Decca Gold et représente les labels européens : Decca, Decca Classics, Deutsche Grammophon et Mercury KX, ainsi que le label distribué ECM Records.
Le 20 mai 2016, le Verve Label Group, nouvellement formé, nomme Danny Bennett, vétéran de l'industrie, au poste de président-directeur général. Outre Verve, le groupe de labels est formé avec Decca Records, Decca Classics, Deutsche Grammophon, Mercury Classics et le label distribué ECM. Le groupe déménage ensuite à New York,. En mars 2019, le groupe de labels est restructuré pour devenir l'unité mondiale de musique classique et de jazz. Dickon Stainer, président-directeur général d'Universal Classics and Jazz, dirigera le groupe, Bennett quittant son poste. Le label Decca Broadway pour les enregistrements de la distribution originale est relancé en mai 2019.
Le Verve Label Group élargit sa production au-delà du jazz pour inclure la musique classique, la pop progressive et les airs de spectacle (en absorbant le label Decca Broadway et en devenant propriétaire de la bibliothèque du label, y compris les catalogues de théâtre musical d'EMI, de MGM Records et de MCA Records),.

## Groupes et artistes

### Instrumentistes
- Henry « Red » Allen
- Louis Armstrong
- Count Basie
- Luiz Bonfá
- Roy Eldridge
- Duke Ellington
- Bill Evans
- Stan Getz
- Dizzy Gillespie
- Coleman Hawkins
- Illinois Jacquet
- Antônio Carlos Jobim
- Diana Krall
- Gene Krupa
- Wes Montgomery
- Gerry Mulligan
- Kid Ory
- Charlie Parker
- Oscar Peterson
- Bud Powell
- Buddy Rich
- Wayne Shorter
- Jimmy Smith
- Art Tatum
- Cal Tjader
- Ben Webster
- Teddy Wilson
- Lester Young

### Chanteurs
- Jessie Baylin
- James Brown
- Betty Carter
- Natalie Cole
- Sammy Davis, Jr.
- Blossom Dearie
- Ella Fitzgerald
- Melody Gardot
- Astrud Gilberto
- João Gilberto
- Carmen McRae
- Billie Holiday
- Sally Kellerman
- Anita O'Day
- J.S. Ondara
- Sabina Sciubba (en)
- Nina Simone
- Mel Tormé
- Sarah Vaughan
- Joe Williams

### Autres
- The Mothers of Invention
- The Righteous Brothers
- The Velvet Underground

## Albums notables
- Jazz Samba, Stan Getz et Charlie Byrd
- The Composer of Desafinado Plays, Antônio Carlos Jobim
- Getz/Gilberto, Stan Getz, João Gilberto, et Astrud Gilberto
- Gettin' Down To It, James Brown
- Alegría, Wayne Shorter
- 1+1, Herbie Hancock et Wayne Shorter
- In a Latin Bag, Cal Tjader
- Soña Libré, Cal Tjader
- The Absence, Melody Gardot
- The Girl in the Other Room, Diana Krall